# Hylaeus aenigmus
Hylaeus aenigmus är en biart som först beskrevs av Henry Lorenz Viereck 1903.  Hylaeus aenigmus ingår i släktet citronbin, och familjen korttungebin. Inga underarter finns listade i Catalogue of Life.